# Alfiere del Lavoro
L'Attestato d'Onore "Alfiere del Lavoro" (abbreviato in Alfiere del Lavoro) è una benemerenza semi-statale, istituita dalla Federazione Nazionale dei Cavalieri del Lavoro, in collaborazione con la Presidenza della Repubblica Italiana, in occasione delle celebrazioni per il Centenario dell'Unità d'Italia nel 1961.

## Storia

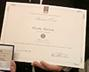
Attestato d'Onore - Alfiere del Lavoro

Ogni anno al Quirinale, in occasione della consegna delle onorificenze ai Cavalieri del Lavoro dell'Ordine al merito del lavoro nominati il 2 giugno per la Festa della Repubblica, vengono scelti anche i 25 migliori studenti d'Italia, tra quelli diplomati nelle scuole secondarie di secondo grado.
La selezione tiene conto del voto dell'Esame di Stato e dei risultati scolastici ottenuti nel corso dei primi 4 anni di studio.
I giovani vengono premiati dal Presidente della Repubblica e insigniti del titolo di "Alfieri del Lavoro", creando un legame ideale tra gli studenti ed i Cavalieri del Lavoro, quale riconoscimento dell'impegno e della motivazione dimostrati nello studio.
Il numero dei premiati è legato a quello dei Cavalieri del Lavoro per sottolineare la continuità dell'impegno nello studio e nella vita.
I 25 studenti sono scelti fra i migliori indicati dai presidi delle scuole di tutta Italia – non più di uno per ogni scuola e non più di uno per Provincia - partendo da precisi requisiti:
- qualifica di ottimo alla licenza media;
- almeno 8/10 di media per ciascun anno della scuola superiore;
- una votazione di 100/100 all'Esame di Stato.

Con l'Attestato d'Onore viene consegnata anche la Medaglia del Presidente della Repubblica.
Ai candidati verrà anche offerta l'opportunità di partecipare (esclusi i residenti a Roma e provincia) alle prove di ammissione al Collegio Universitario "Lamaro-Pozzani".
Inoltre, è previsto che questi studenti possano essere segnalati dalla Federazione Nazionale dei Cavalieri del Lavoro ad altre istituzioni universitarie di eccellenza, in modo da favorire il loro miglior inserimento negli studi universitari.
Il riconoscimento dal 1961 al 2011 è stato assegnato a 1.280 Alfieri del Lavoro.

## Insigniti
| Anno      | Segnalati | Con requisiti | Ragazzi | Ragazze | Nord      | Centro    | Sud                 | Isole | Licei | Istituti Tecnici | Istituti Professionali | Medie min Alfieri | Medie max Alfieri |
| --------- | --------- | ------------- | ------- | ------- | --------- | --------- | ------------------- | ----- | ----- | ---------------- | ---------------------- | ----------------- | ----------------- |
| 1961/2004 | nd        | nd            | nd      | nd      | nd        | nd        | nd                  | nd    | nd    | nd               | nd                     | nd                | nd                |
| 2005      | nd        | nd            | nd      | nd      | nd        | nd        | nd                  | nd    | nd    | nd               | nd                     | nd                | nd                |
| 2006      | 1.042     | 848           | 314     | 534     | 343       | 238       | 267 (+ Isole)       | nd    | 516   | 254              | 78                     | 9,57              | 9,83              |
| 2007      | 1.002     | 854           | 350     | 504     | 373       | 191       | 188                 | 102   | 517   | 254              | 83                     | nd                | nd                |
| 2008      | nd        | nd            | nd      | nd      | nd        | nd        | nd                  | nd    | nd    | nd               | nd                     | nd                | nd                |
| 2009      | nd        | 1.376         | 478     | 898     | 6 regioni | 2 regioni | 6 regioni (+ Isole) | nd    | nd    | nd               | nd                     | 9,56              | 9,93              |
| 2010      | nd        | nd            | nd      | nd      | nd        | nd        | nd                  | nd    | nd    | nd               | nd                     | nd                | nd                |
| 2011      | 1.542     | 1.295         | 502     | 793     | nd        | nd        | nd                  | nd    | nd    | nd               | nd                     | 9,54              | 10                |
| 2012      | 1.588     | 1.364         | 539     | 825     | nd        | nd        | nd                  | nd    | nd    | nd               | nd                     | 9,64              | 10                |

- Licei: classici, scientifici, linguistici;
- Istituti Tecnici: commerciali, geometri, industriali, nautici, agrari, etc.;
- Istituti Professionali ed altri.